# Thrinaconyx fumosa
Thrinaconyx fumosa es una especie de mantis de la familia Thespidae.

## Distribución geográfica
Se encuentra en Bolivia, Brasil, Colorado, Costa Rica y Panamá.